# Pseudapis monstrosa
Pseudapis monstrosa là một loài Hymenoptera trong họ Halictidae. Loài này được Costa mô tả khoa học năm 1861.